# Natasha Bedingfield
Natasha Anne Bedingfield (Surrey, 26 de novembro de 1981) é uma cantora e compositora pop britânica contratada da RCA Records / Sony Music.
Sua estreia musical foi após 1990 ao lado dos irmãos Daniel Bedingfield e Nikola Rachelle, no grupo cristão dance/eletrônico The DNA Algorithm. De 1990 até aproximadamente o ano 2000, Natasha gravou músicas rock e gospel para Hillsong London Church.
Bedingfield gravou seu primeiro álbum solo intitulado Unwritten em 2004. O álbum continha canções pop influenciadas pelo R&B, e se tornou um grande sucesso comercial com pouco mais de 2,5 milhões de cópias vendidas no mundo inteiro. Em 2007 Natasha recebeu uma nomeção ao Grammy Award de Best Female Pop Vocal Performance pela canção Unwritten. Seu segundo álbum N.B. lançado em 2007 rendeu os singles "I Wanna Have Your Babies", "Soulmate", e "Say It Again", com cinco singles que atingiram o top 10 no Reino Unido, o álbum vendeu mais de 2 milhões mundialmente.
Natasha se tornou a terceira cantora solo a ter um álbum que entrou no primeiro lugar na lista dos mais vendidos do Reino Unido. Ela e seu irmão Daniel entraram no Livro Guinness dos Recordes como os únicos irmãos a terem singles solo a irem para números um na lista dos mais vendidos do Reino Unido. Ela também foi a voz da personagem Elizabeth Stark, uma bond-girl no jogo de vídeo game From Russia With Love da Eletronic Arts.

## Biografia
Bedingfield nasceu em Surrey (mais tarde se mudou para o Lewisham,distrito de Londres), seu pais Moly e John Bedingfield eram trabalhadores da caridade. Ela tem três irmãos, irmãos Daniel e Josué, e irmã mais nova Nikola. Seu interesse pela música foi incentivado por seus pais, então ela teve aulas de guitarra e piano quando era mais jovem. Na adolescência, Natasha e seus irmãos, Daniel e Nikola, formaram o grupo de música gospel The DNA Algorithm, ela gravou os vocais para o grupo, que inicialmente são músicas dance-pop gospel sobre a independência e a autonomia, os temas que mais tarde seriam encontrado em suas composições solo. The DNA Algorithm se apresentou em vários festivais de música cristã antes de acabar.
Bedingfield estudou por um ano na Universidade de Greenwich, onde estudou psicologia, em seguida, abandonou a universidade para se dedicar a música. No início ela gravou demos nas garagens dos amigos que tinham estúdios de gravação, para que assim pudesse destribui-las em gravadoras. Ao longo da década de 1990 e início de 2000 , Bedingfield compôs e gravou canções para o Hillsong Church em Londres. Em 2004, ela apareceu em gravações do álbum de igrejas, e no álbum infantil Jesus Is My Superhero do Hillsong Music Australia.

### 2004-2006:Unwritten
Natasha assinou um contrato musical com a BMG no Reino Unido e Irlanda, pela Phonogenic Records em 2003. Seu primeiro álbum Unrwitten foi lançado em Setembro de 2004 e inclui colaborações com Steve Kipner, Danielle Brisebois, Wayne Rodrigues, Nick Lachey, James Reilly, Andrew Frampton, Wayne Wilkins, Kara DioGuardi, Guy Chambers, Patrick Leonard e o rapper Bizarre. O álbum continha canções pop influenciadas pela música R&B. Bedingfield focou a letra suas canções em independência, oportunismo e o poder feminino. As criticas do álbum foram geralmente positivas e foi descrito como "o melhor  álbum pop do novo milênio", pela Allmusic. O álbum estreou em #1 no UK Albums Chart e chegou ao top 5 do Estados Unidos. O álbum obteve uma ótima vendagem, e mais tarde foi certificado como platina no Reino Unido e ouro no E.U.A. O primeira canção retirada do álbum foi "Single", que alcançou o número três no UK Singles Chart. A letra da canção, e o vídeo clipe, retratam o estilo de vida da cantora. "These Words" foi lançado como segundo single do álbum, a canção se tornou o primeiro número #1 de Bedingfield no Reino Unido e top 20 nos Estados Unidos. "Unwritten" foi lançada como terceiro single do álbum em 2004, a canção alcançou o número seis na UK Singles Chart e também se tornou a canção mais tocada nas rádios americanas em 2006, onde debutou na posição #6 na Billboard Hot 100. "I Bruise Easily" foi lançado como o quarto single do álbum, e conseguiu um sucesso moderado no Reino Unido, alcançando o número #12 no UK Singles Chart.
Em 2004, Bedingfield também apareceu no single "Da Ya Think I'm Sexy?" do grupo Girls Of FHM, ao lado de Tina Barrett e Liz McClarnon. O single chegou ao número dez da Top 40 da parada de músicas britânica.
No Brit Awards de 2005, Natasha foi indicado para quatro prêmios, mas não venceu nenhuma das categorias em que foi nomeada. Ela também foi nomeada para um prêmio, no ano seguinte foi novamente indicada para Brit Awards, e em 2007 ela recebeu a tão disputada nomeação ao Grammy Awards, mas novamente não ganhou em nenhuma das categorias em que foi nomeada.
Em novembro de 2006 , Natasha lançou o DVD Live in New York City, que continha um concerto ao vivo, bem como vídeos de músicas e um documentário. Nesse mesmo mês, ela gravou "Still Here", uma canção escrita pela Diane Warren para o filme Rocky Balboa. A música, porém, não aparecem na trilha sonora do filme, e ainda foi incluída do segundo álbum da cantora.

### 2007-2008:N.B.ePocketful of Sunshine
O segundo álbum de Natasha N.B., foi lançado na Europa em Abril de 2007. Na América do Norte, o álbum foi lançado sob o título Pocketful of Sunshine em janeiro de 2008. Para as gravações, Bedingfield se juntou novamente com Eve, Wayne Wilkins e Adam Levine, vocalista do Maroon 5. O álbum tem influências de uma variedade de estilos musicais como o pop, R&B, reggae e electronica. O álbum recebeu críticas mistas por críticos e atingiu um pico de número nove no Reino Unido.
A versão norte-americana do álbum apresentou seis músicas de N.B. juntamente com sete novas canções. O álbum foi lançado em 22 de Janeiro de 2008, após o primeiro single Love Like This, ter sido lançado em setembro de 2007 e alcançado a #11 posição na Billboard Hot 100, #9 no Pop 100 e #1 na parada dance do E.U.A.

### 2009-2011:Strip MeeStrip Me Away
Natasha trabalhou com Brian Kennedy, que produziu o single "Disturbia" da Rihanna, para seu álbum Strip Me e escreveu músicas com ele enquanto estava em turnê. Bedingfield também escreveu músicas com Wyclef Jean, Sam Sparro e Mike Elizondo.
"Touch", o primeiro single desse trabalho da cantora, foi oficialmente enviada para estações de rádio nos Estados Unidos no dia 29 de junho de 2010. Bedingfield apresentou "Touch" no The Ellen DeGeneres Show em 24 de maio de 2010. O álbum foi lançado em 7 de dezembro de 2010 nos Estados Unidos e debutou na #103 posição na Billboard 200, com a venda de 10 mil cópias na primeira semana no país.

### 2012 - presente:The Next Chapter
Depois de participar na trilha sonora do filme de 2014, The Pirate Fairy, Bedingfield anunciou que o seu próximo disco se chamaria The Next Chapter.

## Filantropia
Participante ativa de campanhas por causas humanitárias ao redor do mundo, Natasha é conhecida por seu trabalho com crianças na campanha Stop the Traffik da instituição de caridade de sua mãe, chamada Global Angels.

## Discografia
- 2004: Unwritten
- 2007: N.B.
- 2008: Pocketful of Sunshine
- 2010: Strip Me
- 2011: Strip Me Away